# Alexander Gilli
Alexander Gilli (1904 - 2007) foi um botânico austríaco .